# شهرستان وین (کارولینای شمالی)
شهرستان وین، کارولینای شمالی (به انگلیسی: Wayne County, North Carolina) یک سکونتگاه مسکونی در ایالات متحده آمریکا است که در کارولینای شمالی واقع شده‌است.

## خصوصیات
شهرستان وین ۱٬۴۴۲٫۶۳ کیلومترمربع مساحت دارد.